# Premio Kareem Abdul-Jabbar Social Justice Champion

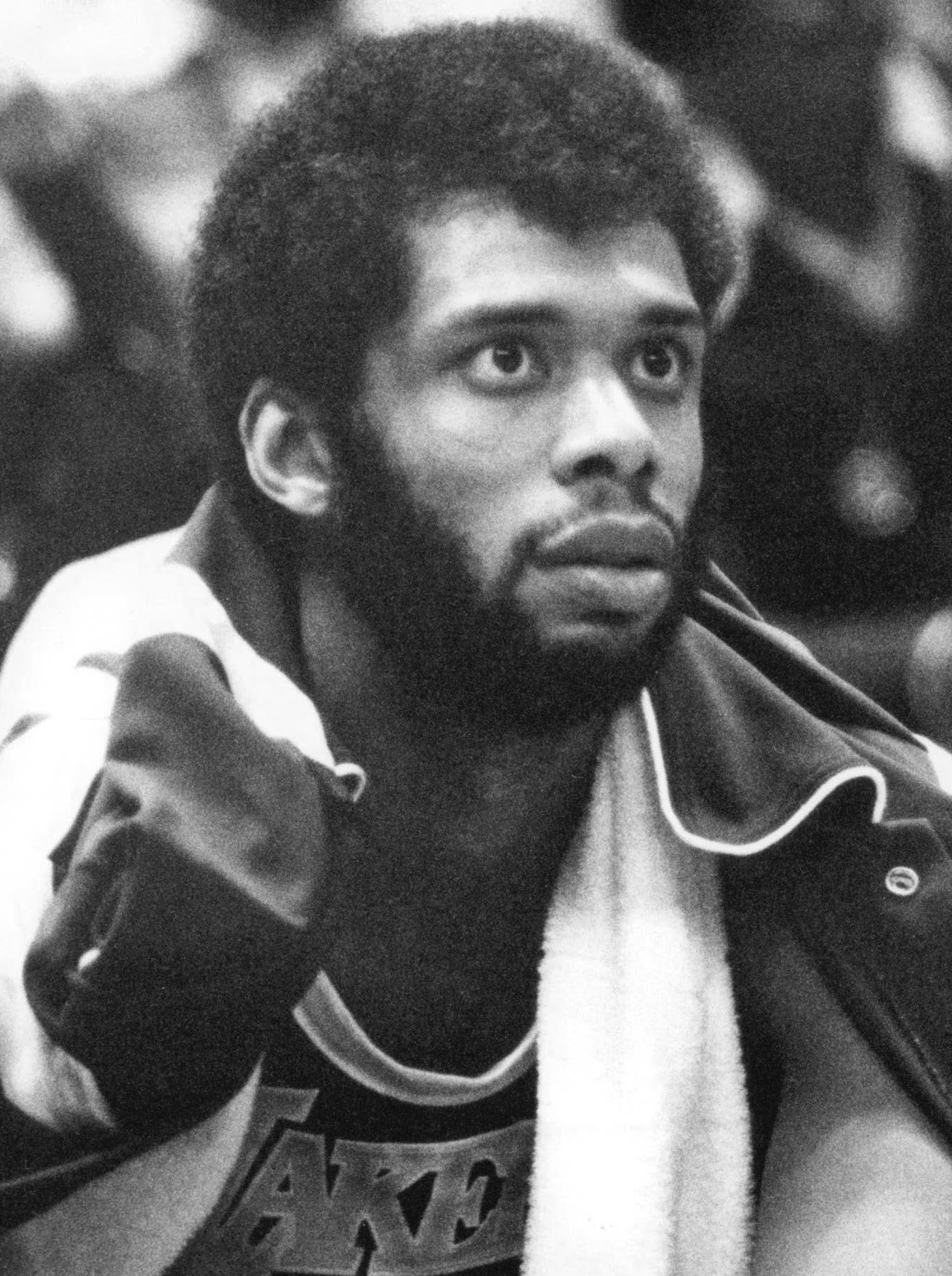
En premio es en honor a Kareem Abdul-Jabbar.

El Premio Kareem Abdul-Jabbar Social Justice Champion (Kareem Abdul-Jabbar Social Justice Champion award) es un premio anual otorgado por la NBA desde la temporada 2020-21.
Esta distinción anual de la liga reconoce al jugador que persigue la justicia social y defiende sus valores de igualdad, diversidad e inclusión.
El nombre del premio hace referencia al mítico Kareem Abdul-Jabbar que, a lo largo de sus veinte años de carrera en la NBA y durante décadas después, encarnó esas cualidades al dedicar su vida a la lucha por la igualdad. El ganador del premio habrá seguido la misión de Abdul-Jabbar de impulsar el cambio, al tiempo que ha inspirado a otros a reflexionar sobre la injusticia y a emprender acciones colectivas en sus comunidades durante esa temporada.
El ganador del premio tiene la oportunidad de seleccionar una organización benéfica para que reciba una contribución de $100.000 en su nombre. Los otros cuatro finalistas del premio también seleccionarán cada uno una organización para recibir una contribución de $25.000.
Carmelo Anthony fue el primer ganador del premio, entregado el 29 de junio de 2021.

## Ganadores
|             | Jugador activo en la NBA                                       |
| Jugador (#) | Indica la cantidad de veces que un jugador ha ganado el premio |

| Temporada | Jugador            | Posición  | Nacionalidad         | Equipo                 | Ref.  | Finalistas |
| --------- | ------------------ | --------- | -------------------- | ---------------------- | ----- | --- |
| 2020-21   | Carmelo Anthony    | Alero     | Estados Unidos       | Portland Trail Blazers | [ 3 ] | Tobias Harris (Philadelphia 76ers) Jrue Holiday (Milwaukee Bucks) Harrison Barnes (Sacramento Kings) Juan Toscano-Anderson (Golden State Warriors) |
| 2021-22   | Reggie Bullock     | Alero     | Estados Unidos       | Dallas Mavericks       | [ 5 ] | Jrue Holiday (Milwaukee Bucks) Jaren Jackson Jr. (Memphis Grizzlies) Karl-Anthony Towns (Minnesota Timberwolves) Fred VanVleet (Toronto Raptors)   |
| 2022-23   | Stephen Curry      | Base      | Estados Unidos       | Golden State Warriors  | [ 6 ] | Jaren Jackson Jr. (Memphis Grizzlies) Tre Jones (San Antonio Spurs) Chris Paul (Phoenix Suns) Grant Williams (Boston Celtics)                      |
| 2023-24   | Karl-Anthony Towns | Ala Pívot | República Dominicana | Minnesota Timberwolves | [ 7 ] | Bam Adebayo (Miami Heat) CJ McCollum (New Orleans Pelicans) Lindy Waters III (Oklahoma City Thunder) Russell Westbrook (Los Angeles Clippers)      |
| 2024-25   | Jrue Holiday       | Base      | Estados Unidos       | Boston Celtics         | [ 8 ] | Bam Adebayo (Miami Heat) Harrison Barnes (San Antonio Spurs) Chris Boucher (Toronto Raptors) CJ McCollum (New Orleans Pelicans)                    |